# Amphimallon melillanum
Amphimallon melillanum är en skalbaggsart som beskrevs av Baraud 1972. Amphimallon melillanum ingår i släktet Amphimallon och familjen Melolonthidae. Inga underarter finns listade i Catalogue of Life.